# Куда ты пропала, Бернадетт? (роман)
«Куда ты пропала, Бернадетт?» — сатирический эпистолярный роман, написанный в 2012 году Марией Семпл. Сюжет вращается вокруг Бернадетт, очаровательного, эксцентричного, но замкнутого архитектора. Любящая семья и ненавистные Бернадетт соседи будут потрясены, когда та вдруг бесследно исчезнет.
Роман год держался в списке бестселлеров The New York Times и был издан более чем в 25 странах мира.
Главную роль в экранизации книги исполнила Кейт Бланшетт.

## Краткое содержание
На первый взгляд у Бернадетт Фокс есть всё. Она сорит деньгами, поручая организацию всех бытовых дел удаленному виртуальному помощнику из Индии. Её 15-летняя дочь Би гораздо умнее своих сверстников, а муж Элджи — компьютерный гений, работающий на «Майкрософт». Но у Бернадетт есть небольшие странности, к которым, казалось бы, все давно привыкли, и главная из них — её агорафобия. Именно из-за этой своей особенности Бернадетт не появляется в родительском комитете, не ухаживает за газоном и не снимает темных очков. Но гораздо более странным является тот факт, что когда-то Бернадетт была многообещающим архитектором, а сейчас её собственный дом «трещит по швам». Ежевика растет в нем сквозь пол.
Неожиданно Элджи обращается к психоаналитику с просьбой помочь его жене прийти в себя. По его словам, за последние 20 лет она изменилась до неузнаваемости, и его порой пугает её поведение. Ситуацию осложняет соседка Одри, нежелающая мириться с ежевичными кустами, которые сползли вниз по склону (где живут Бернадетт, Элджи и Би) и теперь размножаются на её участке. Она не станет с этим мириться. В один миг все «накидываются» на Бернадетт со своими претензиями, и она «испаряется». А ведь Би так мечтала на рождественские каникулы отправиться с родителями в Антарктиду. И всё было готово к поездке. Но что же делать теперь?
В руки к Би попадает пакет документов и писем, которые могут быть связаны с исчезновением матери. Кто их отправил? Зачем? Она выяснит это во что бы то ни с стало. Даже, если придется отправиться на край света.

## Награды
- Бестселлер The New York Times в течение года[1]
- Бестселлер NPR Paperback Fiction в течение 72 недель
- Бестселлер NPR Hardcover Fiction в течение 12 недель
- Шорт-лист Women’s Prize for Fiction (2013)
- Премия «Alex Award» от Американской Ассоциации Библиотек

## Экранизация
В январе 2013 года было объявлено, что компании Annapurna Pictures и Color Force приобрели права на экранизацию романа Марии Семпл. Скотт Нойстедтер и Майкл Х. Уэбер были названы сценаристами проекта. В феврале 2015 года стало известно, что режиссерское кресло займет Ричард Линклейтер. В ноябре того же года было объявлено, что роль Бернадетт в фильме исполнит Кейт Бланшетт. В актерском составе картины также задействованы Билли Крудап в роли Элджи, Эмма Нельсон в роли Би, Кристен Уиг в роли Одри, Джуди Грир в роли доктора Куртц и др. Мировая премьера фильма состоялась 16 августа 2019 года, в России он вышел 5 сентября.